# Lawrence Riel Yew
Pour les articles homonymes, voir Yew.
Lawrence Riel Yew (17 janvier 1942-18 avril 1998) est un homme politique provincial canadien de la Saskatchewan. Il représente la circonscription de Cumberland à titre de député du Nouveau Parti démocratique de 1982 à 1986. Yew est le premier membre des Premières Nations à siéger à l'Assemblée législative de la Saskatchewan.

## Biographie
Né à Beauval en Saskatchewan, Yew sert comme administrateur de la communauté nordique de Pinehouse (en). Il sert comme adjoint exécutif du ministère du Département du Nord de la Saskatchewan et épouse Victoria Elizabeth Iron en 1964 He died at the age of 56 in 1998.

## Carrière politique
Avant de devenir député provincial, Yes sert comme conseiller municipal dans le nord de la province.
Il meurt en 1998 à l'âge de 56 ans.